# Cheironitis flabellatus
Cheironitis flabellatus là một loài bọ cánh cứng trong họ Bọ hung (Scarabaeidae).